# 萨尔瓦托雷·夸西莫多
萨尔瓦托雷·夸西莫多（義大利語：Salvatore Quasimodo，1901年8月20日—1968年6月14日），意大利诗人、翻译家，1959年诺贝尔文学奖获得者。

## 生平
夸西莫多在西西里岛莫迪卡出生，1908年父亲前往墨西拿协助地震后的救灾工作，举家移居该城。受酷爱文学的姑母的熏陶，十五岁开始习诗。1917年他创办了《新文学杂志》（Nuovo giornale letterario），发表第一批诗作，1919年迁往罗马，在罗马大学工学院完成工程课程，1929年旅游佛罗伦萨，结识“隐逸派”诗人蒙哈莱等人。1930年获一家工程公司聘请到雷焦卡拉布里亚工作，并进行业余写作。同年他在《索拉里亚》文学期刊发表出版了第一部诗集《水与土》（Acque e terre），并因此获得诺贝尔奖，成为“隐逸派”著名诗人。1935年弃工程师职，专事写作。1938年应邀在米兰音乐学院任意大利文学教授。1946年发表诗集《日复一日》，开始转向反映社会现实。夸西莫多其他诗集包括《消逝的笛音》（Oboe sommerso，1932年发表，包含了他1930年至1932年间的所有作品）、《日复一日》（Giorno dopo giorno，1946年发表）等。许多诗作对法西斯进行严厉谴责，洋溢着强烈的爱国主义精神。
在创作之余，夸西莫多也翻译了不少希腊、罗马古典剧作家和现代外国著名诗人的经典作品，如《约翰福音》、《奥德赛》等。
1968年，夸西莫多因脑出血在那不勒斯病逝。

## 作品列表
- 《水与土》（Acque e terre，1930年）
- 《消逝的笛音》（Oboe sommerso，1932年）
- 《厄拉托与阿波罗》（Erato e Apòllìon，1938年）
- 《新诗》（Poesie，1938年）
- （1940年）
- （1942年）
- （1943年）
- （1946年）
- 《日复一日》（Giorno dopo giorno，1946年）
- 《生活不是梦》（ ，1949年）
- （1954年）
- （1957年）
- （1960年）
- （1966年）

## 作品的中譯
- 諾貝爾文學獎全集編譯委員會/編譯，《薩瓦多爾·誇西莫多》，台北市：九五文化，1981年。
- 呂同六/譯，《夸西莫多抒情詩選》，成都市：四川文藝，1992年。
- 李魁賢/譯，《塞弗里斯/夸齊莫多》，桂冠，2001年。